# Dalton City (Lucky Luke)
Dalton City is een stripalbum uit de reeks Lucky Luke. Het album beschrijft dat de gebroeders Dalton hun eigen stad stichten.

## Verhaal
Fenton Town, een stad vol desperado's, wordt door Lucky Luke ontruimd. De stad sluit en de eigenaar, Dean Fenton, wordt gevangengenomen. Hij komt terecht in de gevangenis van de Daltons en vertelt daar verhalen over zijn stad.
Joe Dalton wordt intussen vrijgelaten en bevrijdt ook zijn broers. Eenmaal ontsnapt gaan ze naar Fenton Town en stichten daar Dalton City. Ze knappen de saloon op en maken het aan kant.
Lucky Luke heeft al snel door wat het viertal van plan is en gaat naar Dalton City. Hij laat zich echter gevangennemen en de Daltons dwingen hem te helpen bij het runnen van hun stad. Koken, schone lakens in het hotel, borstelen van Jolly Jumper en dansmeisjes in de saloon.
De stad is intussen wel opgebouwd, maar er zijn nog steeds geen mensen in de stad. Joe besluit zijn eigen bruiloft te organiseren met Lulu Carabine, de leidster van de dansmeisjes. Hij durft Lulu echter niet te vragen dus laat hij dat Lucky Luke doen. Lucky Luke lijkt hieraan mee te werken, maar in feite is dit een truc om alle desperado's in de val te lokken.
Pas wanneer het feest in volle gang is komen de Daltons achter dit bedrog wanneer Lulu vertelt dat ze al getrouwd is. Het is reeds te laat, want de cavalerie is zoals altijd op tijd en de desperado's verdwijnen achter de tralies.

## Achtergronden bij het verhaal
- Lulu Carabine is een karikatuur van filmactrice Mae West. Ze zou later nog eens terugkeren in de albums Western Circus en Sarah Bernhardt (Lucky Luke). En een karabijn is een soort geweer.